# Dwellers of the deep

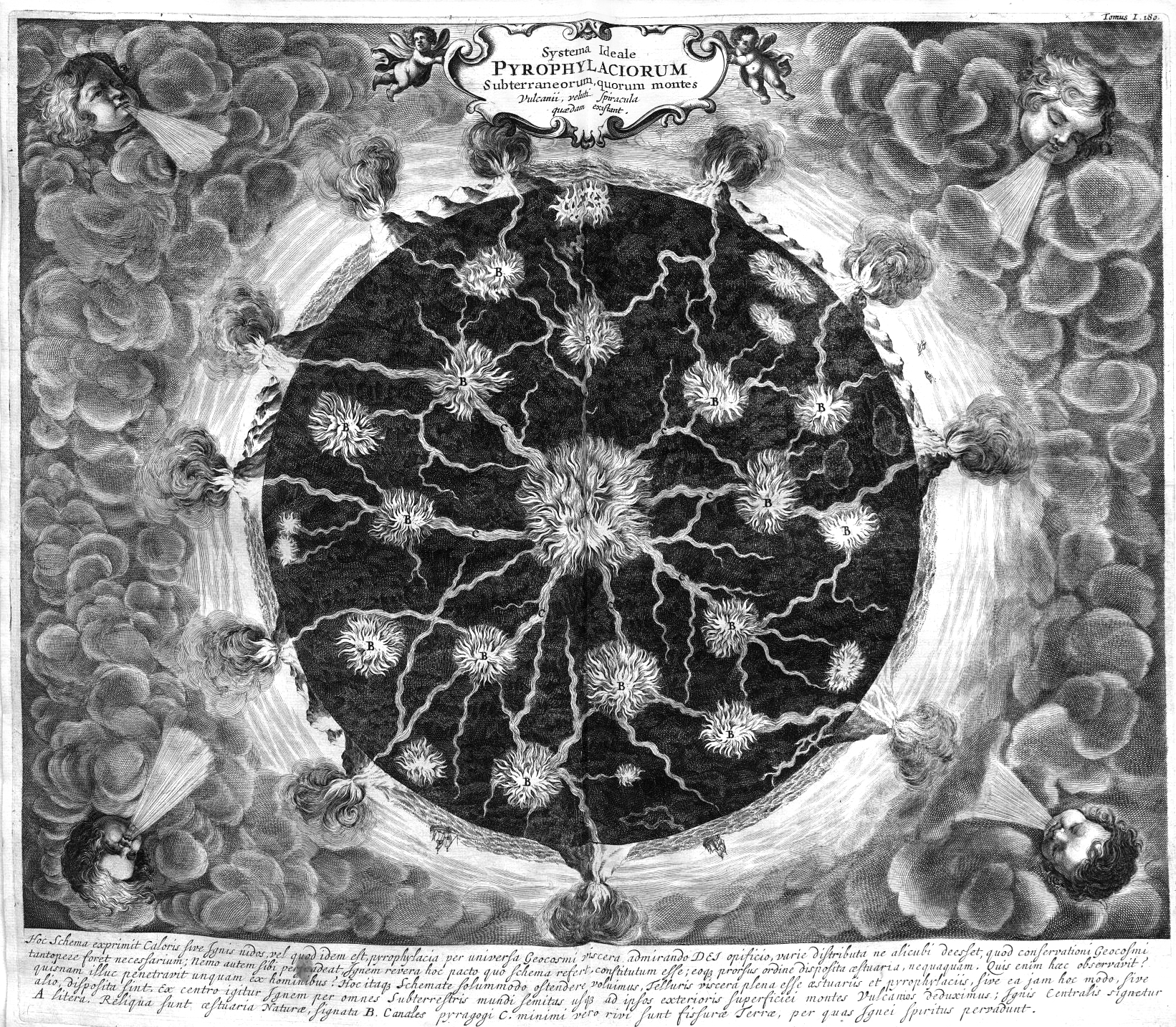
Kaart van het binnenste der Aarde volgens Kircher

Dwellers of the deep is het vijfde studioalbum van Wobbler in vijftien jaar tijd. 

## Inleiding
Opnamen vonden plaats in de LFF (afzonderlijke leden), Vilthagen (zang) en Paradiso studio’s (aanvullend)in Noorwegen. Het album is verdeeld over vier tracks, twee langere (epics) en twee kortere. De band vermeldde dat sommige muziekfragmenten al dateren uit de periode 2011-2013, maar pas al jammend hun plek vonden bij dit album. Het werd aangevuld met nieuwer werk uit de periode 2017 tot 2019. Voorts meldde de band dat de teksten en de stemming beïnvloed waren door de coronapandemie van 2020. Ook de werkwijze van opnamen moest daarop aangepast worden (elektronisch heen en weer zenden van bestanden). Andreas, schrijver van alle teksten, had het over een "introspectieve reis op basis van herinneringen, gevoel en instinct". Hij werd daarin beïnvloed door Carl Jung. Bandleider en toetsenist Lars Fredrik Frøislie bediende zich ook bij dit album weer met vintagetoetsinstrumenten zoals mellotron (Chamberlain M1 en M400), hammondorgel (C3), minimoog, fender rhodes, clavinet, ARP-synthesizers, maar ook spinet. De band voelde voor enige druk tot voltooiing, voor het eerst zat een platenlabel achter hun aan met de opnamen. De band vond daarbij dat het album behoorlijk verschilde van het voorgaande album, Paul Rijkens van IO Pages van het slechts deels met hun eens.  
Het album werd goed ontvangen binnen de niche van de progressieve rock, maar dan wel binnen de liefhebbers van de retroversie daarvan. De muziek vertoont grote gelijkenis met die van Yes uit de jaren zeventig van de 20e eeuw. Een uitzondering daarbij is het gebruik van de mellotron; Rick Wakeman van Yes gebruikte dat instrument zelden. Er werd met name gewezen op de overeenkomsten van zang- en basgitaarklanken. Dat laatste is niet verbazingwekkend, Hultgren van Wobbler bespeelt hetzelfde merk en type basgitaar (Rickenbacker 40001) als Chris Squire van Yes.  
De platenhoes wordt gevormd door een kaart uit het boek Mundus Subterraneus (1664) van Athanasius Kircher en wel het model omtrent het binnenste van de aarde. 

## Musici
- Kristian Karl Hultgren – basgitaar
- Marius Halleland – gitaar, achtergrondzang
- Lars Fredrik Frøislie – toetsinstrumenten, percussie, achtergrondzang
- Martin Nordrum Kneppen – drumstel
- Andreas Wettergreen Stromman Prestmo – zang, (bas-)gitaar, percussie, blokfluit

met
- Åsa Ree – viool en achtergrondzang

## Muziek
| Nr. | Titel                                                                                           | Duur  |
| --- | ----------------------------------------------------------------------------------------------- | ----- |
| 1.  | By the banks (1: Visions from within; 2: Argentum Ormr)                                         | 13:49 |
| 2.  | Five rooms                                                                                      | 8:28  |
| 3.  | Naiad dreams                                                                                    | 4:24  |
| 4.  | Merry macabre (1: The quarry and the feast; 2:Beneath the velvet shroud; 3: The bird of Hermes) | 19:00 |

Naiad dreams was het laatste nummer dat voor het album werd opgenomen. Eerst zou op die plek Oh, ea komen, maar dat vonden ze er eigenlijk niet bijpassen; Andreas kwam vervolgens met Naiad dreams aan. 